# Conferencia de Ministros de Justicia de los Países Iberoamericanos
La Conferencia de Ministros de Justicia de los Países Iberoamericanos (COMJIB) es una organización internacional de carácter intergubernamental fundada en 1992 en Madrid, España, donde actualmente tiene su sede. Este organismo  creado mediante el  "Tratado de Madrid", reúne a los Ministerios de Justicia e instituciones homólogas de los 22 países de la Comunidad Iberoamericana de Naciones que participan en las Cumbres Iberoamericanas: Andorra, Argentina, Bolivia, Brasil, Chile, Colombia, Costa Rica, Cuba, República Dominicana, Ecuador, El Salvador, España, Guatemala, Honduras, México, Nicaragua, Panamá, Paraguay, Perú, Portugal, Uruguay y Venezuela.
La finalidad de esta organización es la del estudio y promoción de las posibles formas de cooperación jurídica entre los países miembros, el desarrollo de la conversión institucional, así como la cooperación por una  evolución de políticas de  Justicia en la Comunidad Iberoamericana.
Entre sus diferentes objetivos constitutivos se encuentra la elaboración de programas de cooperación, adopción de Tratados jurídicos y resoluciones o recomendaciones a los distintos Estados miembros y la promoción de consultas entre estos a través de la designación de Comités de Expertos.
En 2004, por una iniciativa  conjunta de la COMJIB, la AIAMP y la Cumbre Judicial  Iberoamericana, se creó la Red Iberoamericana de Cooperación Jurídica Internacional, IberRed, que hoy reúne a más de 100 instituciones de Justicia de 24 países.
El instrumento internacional de mayor alcance  creado por la COMJIB  es el Tratado de Medellín, en vigor  desde mayo de 2022, que agiliza la cooperación jurídica internacional  y que está  abierto a adhesión por parte de cualquier  país del mundo.  

## Historia
Fue creado en Madrid, en septiembre  de 1970,  durante la creación de la conferencia de Ministros de Justicia de los países hispano-luso-americanos y Filipinas, como una estructura informal de colaboración por el “Acta de Madrid “.Los representantes de 20 países, reunidos en Madrid, sellaron la voluntad  de concertar un ámbito común  para promover la cooperación jurídica internacional a través de: el estudio  de proyectos  legislativos, el intercambio de información sobre prácticas adoptadas por los ministerios en la administración de Justicia y el ámbito registral y la creación de programas para mejorar la gestión en materia penitenciaria. En ese encuentro que se celebró entre el 16 y 19 de septiembre de 1970 (Conferencia de Madrid  I [nota 1]), los representantes de los países miembro se comprometieron a mantener reuniones cada dos años apoyados  por dos órganos  permanentes: la comisión delegada y la secretaría a cargo del Ministerio de Justicia de España.
1970 -1979
Durante esta primera década de vida, la Conferencia  trabajó en la elaboración de un repertorio legislativo de los países hispano-luso-americanos y Filipinas y el desarrollo de 5 tratados internacionales:
Convenio sobre la información en materia jurídica (II conferencia de Brasilia,1972), Convenio sobre auxilio judicial (II Conferencia de Brasilia,1972), Convenio sobre ejecución  de sentencias civiles  y laudos arbitrales (IV Conferencia de Caracas,1978), Convenio de expedición de extractos   de acta de registro civil (IV Conferencia de Caracas,1978) y convenio sobre simplificación del requisito de legalización (III Conferencia de Buenos Aires,1975).
1980-1989
Durante los 80, la Conferencia se aproximó más a su configuración iberoamericana con una activa participación de los países latinoamericanos, más Portugal y España. Destaca la aprobación de la Ley de Arbitraje (V Conferencia de Lima,1981) y la propuesta  de constitución de un centro regional de Arbitraje. En la VI Conferencia de Lisboa de 1984 se aprobó la creación  de un registro  central de condenas  por delitos de tráfico de drogas impulsado por España, Convenio sobre antecedentes penales  y de información sobre condenas judiciales  por tráfico  ilegal de estupefacientes, en vigor.
En 1988, durante la VII Conferencia celebrada en Acapulco se decidió dar un paso más para su consolidación. Se acordó  trasformar su naturaleza  jurídica para convertirla en un  organismo internacional  permanente, a raíz de los progresos alcanzados y con el propósito  de promover la cooperación jurídica. El Ministerio de Justicia de España ofreció el desarrollo de un registro  central de condenados  por tráfico de drogas.
1990-1999
En la  década de los 90  se constituyó oficialmente  la COMJIB  como organismo  con personalidad jurídica Internacional. Para ello se adoptó  en octubre de 1992  el tratado constitutivo  del organismo, en la conferencia extraordinaria convocada  por el Ministerio Español y celebrada  en Madrid (IX Conferencia de Madrid). Así la COMJIB se convirtió en el único organismo especializado sectorial en materia de Justicia en la región de Iberoamérica.
En esta misma década se crearon diez comisiones de expertos sobre: Delitos relacionados con el tráfico de estupefacientes; Tratados: de protección jurídica de la familia y del menor; extracto de actas del registro civil; cooperación transfronteriza penal; sistema  uniforme de ejecución  de sentencias y laudos arbitrales; Registro central  de condenas  por delitos de drogas; Protección de datos  personales; Genoma humano; y arbitraje.( VIII Conferencia de Buenos Aires, 1990 ; X Conferencia de Cartagena de Indias, 1994; XI Conferencia de Lisboa, 1998).
Destacó también la entrada en vigor del régimen legal del Registro central de condenas, en 1992 (IX conferencia de Madrid) y la reunión de penalistas para desarrollar  el Código Penal  Iberoamericano  en la VIII Conferencia de  Buenos Aires en 1995. A partir de este momento, empezó a incrementar  la actividad  interplenaria, es decir la realización de eventos promovidos  por la Secretaría General.
2000-2009
En la primera década del siglo XXI la COMJIB adquirió un mayor grado de institucionalización que se refleja en la realización de 5 reuniones ministeriales plenarias en todo el espectro geográfico  de la conferencia: el Caribe, región Andina, Sudamérica, La península ibérica  y Centroamérica. Además, la suscripción del acuerdo  de sede de la secretaría permanente  de Conferencia con España  y de un memorándum de entendimiento  con la SEGIB, en 2006, permitió  fortalecer  la Secretaría General  con la constitución de un equipo  técnico y la disponibilidad  de una oficina propia. Hasta esa fecha la secretaría permanente  estaba residenciada en el Ministerio  de Justicia Español.
Posteriormente se crearon dos institutos  vinculados a la COMJIB (que también cuentan con la participación de otros socios). Por un lado IberRed la rede cooperación  jurídica  internacional civil y penal, de la que participan  la Cumbre Judicial Iberoamericana  y la AIAMP, y por otro lado el Programa Iberoamericano de Acceso  a la Justicia  (PIAJ), aprobado  por la Cumbre Iberoamericana  de jefes del Estado y Gobierno de Guadalajara en 2010 y cuya unidad técnica  es la  COMJIB.
La constitución de IberRed en 2004 marcó una nueva etapa en el quehacer de la conferencia, posicionando  la cooperación jurídica internacional y el combate a la delincuencia organizada como uno de sus ámbitos claves de actuación. IberRed aglutina a más de 100 instituciones iberoamericanas, incluyendo Ministerios Públicos y Fiscalías, Cortes supremas  y cancillerías y la COMJIB aumentó su capacidad  institucional ampliando su suscripción en memorándums  de entendimiento con otros organismos como ILANUD, Interpol o Eurojust. La secretaría de la COMJIB asumió la secretaría de IberRed con el acuerdo de la Cumbre Judicial Iberoamericana y la AIAMP.
En 2008 quedaron constituidas las líneas de trabajo que se aproximan a las actuales: Acceso a la Justicia; Reforma de los sistemas penales; Impunidad, seguridad y justicia; Sistemas penitenciarios; Nuevas tecnologías; Cooperación jurídica; Violencia de género.
En 2009, durante la reunión de la comisión delegada celebrada en mayo en Lisboa, se impulsó bajo el liderazgo de Portugal un acuerdo tipo para la transferencia de nuevas tecnologías entre los Ministerios de Justicia y se aprobaron, en la Declaración de Lisboa, las bases para el Convenio Iberoamericano sobre el uso de videoconferencia en cooperación jurídica entre sistemas de Justicia. Así, se celebró en San Salvador la I Feria de nuevas tecnologías aplicadas a la administración de Justicia.
2010-2017
En 2010, durante la XVI Conferencia de México se aprobó el texto del Convenio Iberoamericano sobre uso de la videoconferencia  en la cooperación Jurídica  entre sistemas  de Justicia y Protocolo, se lanzó el Portal Iberoamericano de Justicia Electrónica (PIAJE nota 2), promovido por Portugal y se abrió una oficina de la COMJIB en Buenos Aires. Se firmó también  el convenio con el Ministerio de Asuntos Exteriores y Cooperación de España que continuará financiando, a partir de ese momento, los planes  operativos anuales aprobados  por la COMJIB y la AECID.
En 2013 se aprobó y abrió a la firma el Convenio Iberoamericano sobre equipos conjuntos de investigación y se lanzó la propuesta de Convenio sobre cooperación, prueba, jurisdicción y competencia en materia de ciberdelincuencia.
En 2015 entró en vigor el Acuerdo de extradición simplificada entre España, Portugal, Brasil y Argentina y en el mismo año se aprobó la Declaración de Justicia Juvenil  Restaurativa, el Protocolo  Regional de Atención a las Víctimas de Violencia de Género y el Plan Iberoamericano de modernización  y Nuevas Tecnologías. La COMJIB intensificó su actividad técnica propiciado por la alianza con el programa EUROsociAL  II, a partir del año 2012.
Se implementaron 4 proyectos regionales: sobre reinserción social, sobre violencia de género, sobre métodos de resolución alterna de conflictos  y sobre lucha  contra la corrupción. Este último tema se debatió en la XVI Conferencia de Viña del Mar y se aprobaron las Recomendaciones sobre la sanción  penal de la corrupción en el comercio internacional y armonización  de la legislación  penal en materia de corrupción  entre funcionarios públicos.
Dentro de línea de trabajo de acceso a la Justicia se constituyó la Red FLASMAC de resolución alternativa de conflictos y en 2014 la COMJIB se integró como socio de honor del Centro Iberoamericano de Arbitraje.
En la Conferencia de Santo Domingo de 2015, se aprobaron las Recomendaciones sobre armonización de la legislación sobre el tráfico de drogas. Entre el año 2015 y 2016, la COMJIB  también contribuyó a la elaboración de los proyectos de Códigos  Penales de Honduras  y Costa Rica, con el apoyo de la AECID. Y en 2016 la COMJIB logró el estatuto de observador ante la Asamblea General  de las Naciones Unidas.
2018-2023
En el año 2018 se celebraron dos Asambleas Plenarias extraordinarias, la primera por la situación financiera del organismo  y la segunda como consecuencia  de la renuncia del Secretario General Arkel Benítez nota 3  En la Asamblea Extraordinaria de La Antigua se presentaron 11 iniciativas financieras por la Secretaría General. Se apoyó la discusión sobre los Principios de Política Criminal abordados previamente en la reunión ministerial  en Colombia en marzo de 2018. En este mismo año en la sesión extraordinaria  se acogió a Andorra  como nuevo miembro de IberRed.
Se ratificaron las 5 líneas de trabajo actuales de la COMJIB: Acceso a la Justicia y sinergias con el PIAJ nota 4 ; Modernización de la administración de Justicia; IberRed y lucha contra la delincuencia organizada Internacional; Reforma de los Sistemas Penitenciarios; Equidad de Género.
La XIX Asamblea Plenaria de Medellín, en 2019, constituyó la apertura de un nuevo ciclo para el organismo. Se aprobó un nuevo reglamento de funcionamiento  financiero, el código ético, el organigrama de la COMJIB (se eligió por decisión unánime a Enrique Gil Botero como Secretario General).
Ocho  países firmaron el tratado relativo a  la Transmisión Electrónica de solicitudes  de Cooperación Internacional  entre Autoridades  Centrales, conocido como el Tratado de Medellín. El trabajo  del nuevo equipo  de la Secretaría  se centró en el desarrollo de Iber@, la plataforma que permite la actividad de IberRed nota 5y garantizar la operatividad  del Tratado de Medellín.
La actividad de las líneas de trabajos se vio reactivada en 2019, con la celebración de varias reuniones, como la reunión de trabajo de la línea de cooperación jurídica Internacional, en el centro de Cooperación Española de la AECID de La Antigua. En 2020 las reuniones presenciales se vieron interrumpidas como consecuencia de la pandemia, por lo que se optó por las reuniones virtuales. Las reuniones reglamentarias previstas para ese año, como la reunión de coordinadores Nacionales o de la Comisión Delegada , se llevaron a cabo virtualmente. Actualmente el Secretario General de la COMJIB es Enrique Gil Botero, nombrado  por decisión unánime en la XIX Asamblea Plenaria celebrada en Medellín en 2019.
En octubre de 2021 en Tenerife se produjo el primer encuentro de Ministros de Justicia  de habla española y portuguesa (COMJIB y CMJPLOP), inaugurado por  el rey Felipe VI acompañado por la ministra de Justicia, Pilar Llop y el presidente de Canarias, Ángel Víctor Torres, entre otras autoridades con el apoyo del Consejo  del Notariado Español . Los ministros de los países de lengua española y portuguesa en América, África, Europa y Asia afirmaron en la Declaración de Tenerife nota 6  que  el encuentro para la cooperación constituyó un primer paso hacia la construcción progresiva de bases firmes en la lucha contra todas las formas de delincuencia entre  los respectivos países miembros, teniendo en cuenta que la delincuencia contemporánea es global.
Durante la XIX Asamblea Plenaria de Medellín  se acordaron los siguientes elementos que componen el Plan de Acción 2020-2022: Acceso a la Justicia y sinergias con el Programa Iberoamericano de Acceso a la Justicia, liderado por Chile; Nuevas tecnologías aplicadas a la administración judicial liderada por Portugal; Cooperación jurídica internacional e IberRed liderada por España; Reforma penitenciaria liderada por República Dominicana e Igualdad de género liderada por Colombia y Cuba. Además, se propuso  considerar aspectos de anticorrupción, ya sea horizontalmente en todas las líneas de negocio o como un eje independiente.
El 21 de julio de 2022 se celebró, de forma virtual, la XXII Asamblea Plenaria de la Conferencia de Ministros de Justicia de los Países Iberoamericanos, en la que participaron delegaciones de 20 Estados miembros de la COMJIB: Andorra, Argentina, Bolivia, Brasil, Chile, Colombia, Costa Rica, Cuba, Ecuador, El Salvador, España, Guatemala, Honduras, Nicaragua, Panamá, Paraguay, Perú, Portugal, República Dominicana y Uruguay. 
Dado el atraso en celebración (prevista para el año 2021) de esta reunión plenaria, causado por la pandemia del COVID-19, la próxima, XXIII Asamblea Plenaria de la COMJIB será organizada con el apoyo del Ministerio de Justicia de España ya en 2023. 

## Estados miembros e Institución representante
| País                 | Nombre de la institución                                                |
| -------------------- | ----------------------------------------------------------------------- |
| Andorra              | Ministerio de Justicia e Interior                                       |
| Argentina            | Ministerio de Justicia y Derechos Humanos                               |
| Bolivia              | Ministerio de Justicia y Transparencia Institucional                    |
| Brasil               | Ministério da Justiça e Segurança Pública                               |
| Chile                | Ministerio de Justicia y Derechos Humanos                               |
| Colombia             | Ministerio de Justicia y del Derecho                                    |
| Costa Rica           | Ministerio de Justicia y Paz                                            |
| Cuba                 | Ministerio de Justicia                                                  |
| Ecuador              | Fiscalía General del Estado                                             |
| El Salvador          | Ministerio de Justicia y Seguridad Pública                              |
| España               | Ministerio de Justicia                                                  |
| Guatemala            | Ministerio de Gobernación                                               |
| Honduras             | Secretaría de Gobernación, Justicia y Descentralización                 |
| México               | Secretaría de Gobernación                                               |
| Nicaragua            | Procuraduría General de la República                                    |
| Panamá               | Ministerio de Gobierno                                                  |
| Paraguay             | Ministerio de Justicia                                                  |
| Perú                 | Ministerio de Justicia y Derechos Humanos                               |
| Portugal             | Ministerio de Justicia                                                  |
| República Dominicana | Procuraduría General de la República                                    |
| Uruguay              | Ministerio de Educación y Cultura                                       |
| Venezuela            | Ministerio del Poder Popular para Relaciones Interiores, Justicia y Paz |

De los miembros asociados:
| País                  | Nombre de la institución                            |
| --------------------- | --------------------------------------------------- |
| Angola                | Ministerio de Justicia y Derechos Humanos de Angola |
| Cabo Verde            | Ministerio de Justicia de Cabo Verde                |
| Filipinas             | Ministerio de Justicia de Filipinas                 |
| Guinea-Bisáu          | Ministerio de Justicia de Guinea-Bisáu              |
| Guinea Ecuatorial     | Ministerio de Justicia de Guinea Ecuatorial         |
| Mozambique            | Ministerio de Justicia de Mozambique                |
| Puerto Rico           | Departamento de Justicia de Puerto Rico             |
| Santo Tomé y Príncipe | Ministerio de Justicia y Administración Pública     |
| Timor Oriental        | Ministerio de Justicia de Timor Oriental            |

## Estructura y organización
La Secretaría General de la COMJIB funciona también como Secretaría General de la Red Iberoamericana de Cooperación Jurídica Internacional (IberRed) de acuerdo con sus estatutos fundacionales. IberRed es un proyecto tripartito que reúne a tres actores principales del poder judicial iberoamericano con capacidades de cooperación jurídica internacional: la Cumbre Judicial Iberoamericana (CJI), la Asociación Iberoamericana de Fiscales (AIAMP) y la COMJIB.  
En los últimos años, la COMJIB e IberRed han firmado importantes acuerdos de cooperación con otras organizaciones y agencias, como ONU Mujeres, Comisión Europea de Justicia, Instituto Latinoamericano de las Naciones Unidas para la Prevención del Delito y el Tratamiento del Delincuente (ILANUD), el Ministerio Público y del Ministerio Público de las Américas (RECAMPI), Red Europea de Justicia en Materia Penal (EJN), Comisión Económica para América Latina y el Caribe (CEPAL), INTERPOL, Fundación CEDDET, Corte Interamericana de Derechos Humanos entre otros.

#### Secretario General
El secretario general, Enrique Gil Botero es quien dirige, de forma organizativa la COMJIB.  Su labor consiste en impulsar, desarrollar y hacer un seguimiento a las vías de acción acordadas en las diferentes Asambleas Plenarias. En la actualidad la labor del Secretario General está centrada  en las líneas de políticas públicas  de justicia,  entre las que destaca  la de cooperación jurídica internacional con la puesta  en marcha del Tratado  Relativo a la transmisión electrónica  de solicitudes de cooperación jurídica  internacional entre Autoridades Centrales, conocido como Tratado de Medellín. Bajo su mandado se han realizado mejoras en la plataforma de IberRed, denominada Iber@, se han revitalizado las cinco líneas de trabajo de la COMJIB  y en colaboración con las Secretarias Generales Adjuntas ha dotado  a la Secretaría  General  Permanente de nuevas herramientas regulatorias  para una  mejor capacidad  de gestión  y transparencia.

#### Secretarios Generales de la COMJIB
| 1.Marcelino Cabanas Rodríguez    | Abogado y jurista español.                                                                                      | 1970-2002       |
| 2.Félix Fernández -Shaw Toda     | Licenciado en derecho y diplomático español.                                                                    | 2002-2004       |
| 3.David Giménez Glück            | Doctorado en derecho y profesor universitario español.                                                          | 2004            |
| 4.José Antonio Bordallo Huidobro | Licenciado en derecho y diplomático español.                                                                    | 2004-2005       |
| 5.Cristina Latorre Sancho        | Licenciada en derecho y diplomática española.                                                                   | 2005-2006       |
| 6.Víctor Moreno Catena           | Abogado y catedrático de derecho español.                                                                       | 2006-2013       |
| 7.María Luisa Ramos Rollón       | Profesora universitaria e investigadora española de ciencia política especializada en política latinoamericana. | 2013            |
| 8.Fernando Ferraro Castro        | Licenciado en derecho y exministro de Justicia y Paz costarricense.                                             | 2013-2015       |
| 9.Arkel Benítez Mendizabal       | Abogado y notario, ex viceministro de Apoyo al Sector de la Justicia guatemalteco.                              | 2015-2018       |
| 10.Enrique Gil Botero            | Jurista y exministro de Justicia y del Derecho colombiano.                                                      | 2019-actualidad |

### Órganos de Gobierno
●  La Asamblea Plenaria es una reunión en pleno realizada cada dos años de todos los Ministros y Ministras de Justicia e instituciones homólogas  de los 22 países, en la que se llevan a cabo las decisiones más importantes en materia de gestión propia de la COMJIB además de la aprobación de documentos y declaraciones en cuanto a materia de Justicia en la región y se eligen  los órganos de gobierno.
● La Comisión Delegada es quien representa la Conferencia mientras ésta no se reúne y se responsabiliza de hacer un seguimiento de las tareas de la Secretaría General Permanente. Internamente, está formada por 5 países (Cuba, España, Paraguay, Portugal y Uruguay), cuyos miembros son elegidos por el período de 4 años.
●Las Secretarías Generales Adjuntas son quienes acompañan la gestiones del secretario general y forman parte de la Secretaría General Permanente. En la actualidad son los Coordinadores Nacionales de Chile, España y Portugal.
●Los Coordinadores Nacionales son los diferentes puntos de contacto que están designados por cada Estado. Su función consiste en la preparación, ejecución y seguimiento de las actividades de la Conferencia a través de una fluidez comunicacional, en una reunión reglamentaria  una vez al año  

#### Niveles de Intervención
La COMJIB actúa siguiendo 3 diferentes niveles de intervención:
1.º Nivel de cooperación jurídica internacional: En este nivel la secretaría general se encarga de la promoción del diálogo y   la cooperación, fomentando la colaboración entre los países.
2.º Nivel de acuerdos iberoamericanos: El siguiente nivel consiste en la promoción  de acuerdos básicos entre los países de la región para llevar a cabo una continuidad y coherencia en las diferentes políticas públicas que han sido     desarrolladas por los Ministerios de Justicia e instituciones pertinentes.
3.º Nivel  de desarrollo de políticas públicas: Este nivel, como su propio nombre  indica, consiste en el desarrollo y gestión de proyectos específicos para la intervención y soporte a los países con lo relacionado con las políticas públicas     desarrolladas en sus respectivos países, como por ejemplo en el diseño e  implementación de éstas.
En la XXI Asamblea Plenaria en 2019 llevada a cabo en la ciudad de Medellín (Colombia) se decide  la priorización de ciertas líneas coordinadas por diferentes Estados miembros, confirmados  por la XXII Asamblea Plenaria  en 2022:
L1. Acceso a la Justicia y sinergias con el Programa Iberoamericano de Acceso a la Justicia (PIAJ). 
L2. Nuevas tecnologías aplicadas a la administración de Justicia.
L3. Cooperación jurídica internacional, IberRed y lucha contra la delincuencia organizada trasnacional. 
L4. Reforma de los sistemas penitenciarios y su comité. 
L5. Equidad de Género.

## Organismos Ibero-americanos
El Sistema Iberoamericano está formado por los veintidós países miembros, la Secretaría General Iberoamericana y los Organismos Iberoamericanos Sectoriales que son: la Organización de Estados Iberoamericanos para la Educación, la Ciencia y la Cultura (OEI), el Organismo Internacional de Juventud para Iberoamérica (OIJ), la Organización Iberoamericana de Seguridad Social (OISS) y la COMJIB (Conferencia de ministros de Justicia de los países iberoamericanos).
El CODEI (Comité de Dirección Estratégica de los Organismos Iberoamericanos) fue creado  en 2015. Todo ello, conlleva al cumplimiento del mandato de la XXIV cumbre Iberoamericana de jefes de Estado y de Gobierno celebrada en Veracruz en 2014, poniéndose en marcha los acuerdos decididos por los 5 Organismos Iberoamericanos. El CODEI está formado por los secretarios generales de los 5 Organismos Iberoamericanos, cuyos objetivos son:
- Relacionar de forma directa a todos los organismos iberoamericanos con la Cumbre de jefes de Estado y Gobierno conformando de este modo el sistema iberoamericano.
- Establecer las pautas necesarias para lograr una estrategia y organización común, mayor transparencia con los países miembros y una visibilidad y aprovechamiento eficiente de los recursos disponibles.                                    Estos objetivos se logran con la ayuda de tres equipos de trabajo continuos, integrados siempre por un representante  de cada organismo. Éstos, se encargan de la promoción de acuerdos y el seguimiento de cuestiones vinculadas con la integración estratégica, la comunicación y la administración.